# Samhällets rovriddare
Samhällets rovriddare är en amerikansk film från 1936 i regi av William Keighley. Filmens huvudperson byggde till viss del på den verkliga New York-polisen Johnny Broderick som var känd och omstridd för sina brutala metoder.

## Handling
Den hårdföre Johnny Blake får sparken från New Yorks polis efter att kåren har fått en ny chef. Men det hela är en täckmantel för att Blake ska kunna bli infiltratör. Gangstern Al Kruger anlitar honom för att få insiderinformation, men hans underhuggare Bugs Fenner är säker på att Blake är polisinformatör.

## Rollista
- Edward G. Robinson - Johnny Blake
- Joan Blondell - Lee Morgan
- Barton MacLane - Al Kruger
- Humphrey Bogart - Bugs Fenner
- Frank McHugh - Herman
- Joe King - Dan McLaren
- Dick Purcell - Ed Driscoll
- George E. Stone - Wires Kagel
- Joseph Crehan - juryordförande
- Henry O'Neill - Bryant
- Henry Kolker - Mr. Hollister
- Gilbert Emery - Mr. Thorndyke
- Herbert Rawlinson - Mr. Caldwell
- Louise Beavers - Nellie